# Das Geheimnis um Linda
Das Geheimnis um Linda (auch bekannt als Teuflische Schlange) ist ein US-amerikanischer Thriller von Nathaniel Gutman aus dem Jahr 1993. Er verfilmt einen Roman von John D. MacDonald.

## Handlung
Die Eheleute Linda und Paul Cowley freunden sich mit den Nachbarn Stella und Brandon Jeffries an. Die zwei Ehepaare verbringen gemeinsam den Urlaub am Meeresstrand.
Während des Urlaubs verbringen Linda Cowley und Brandon Jeffries viel Zeit zusammen. Paul und Stella werden eifersüchtig. Sie trösten sich gegenseitig und gehen in ein Hotel, schaffen es aber nicht, sich zum Seitensprung zu überwinden. Paul will abreisen und erwartet, dass Stella dasselbe tut.
Als Paul und Stella sich am Strand treffen, tauchen dort plötzlich Linda und Brandon auf. Linda hält ein Gewehr, mit dem sie Stella erschießt. Anschließend schießt sie auf Brandon, der im Wasser verschwindet.
Paul holt die Polizei. In der Zwischenzeit ist Linda verschwunden. Etwas später kommen Linda und Brandon und tun so als ob sie vom Fischen zurückkehren würden. Einige Indizien deuten auf Paul als Täter hin, er wird verhaftet.
Ein junger Staatsanwalt glaubt an Pauls Unschuld. Er sagt, ein Schachspieler müsse manchmal einen unerwarteten Zug machen. Paul flieht aus der Untersuchungshaft und ruft Brandon an. Brandon trifft sich mit Linda am Ufer, Paul nimmt heimlich das Gespräch auf. Sein Tonbandgerät fällt ins Wasser, das aufgenommene Gespräch ist danach nur in Teilen verständlich.
Der junge Staatsanwalt, seine bei einem Radiosender tätige Ehefrau und Paul fälschen im Tonstudio die Aufnahme. Als Linda mit der Aufzeichnung konfrontiert wird, erkennt sie sofort die Fälschung. Brandon erkennt ebenfalls die Fälschung, aber er bricht zusammen und erzählt über die Tat.
Paul besucht seine Frau im Gefängnis. Sie und Brandon werden zum Tod verurteilt und hingerichtet, Paul heiratet erneut.

## Kritiken
Die Kritiker der Fernsehzeitschrift TV Spielfilm schrieb, „obwohl der nervenzerreißende Thriller […]äußerst kompliziert gestrickt ist, verliert man nie den Überblick.“ Die Story sei „bis zum Schluß einfallsreich“ und liege über üblichem TV-Niveau. „Wermutstropfen ist die grottenschlechte Synchronisation von Richard Thomas und Ted McGinley. Wenigstens bei ihm hätte man es bei seiner populären deutschen Stimme als tumber ‘Al Bundy’ Nachbar Jefferson D'Arcy belassen können.“

## Hintergrund
Der Film wurde in North Carolina gedreht. Der Autor der Romanvorlage schrieb ebenfalls den Roman „The Executioners“, der als Kap der Angst verfilmt wurde.